# Spit Junction, New South Wales
Spit Junction este o suburbie în Sydney, Australia.